# Џон Мејнард Кејнс
Џон Мејнард Кејнс, први барон Кејнс од Тилтона (енгл. John Maynard Keynes; 5. јун 1883 — 21. април 1946) био је енглески економиста чије су радикалне идеје имале огроман утицај на модерну економију и политичку теорију. Посебно је запамћен као заговарач владине политике интервенционизма, по којој би влада могла користити фискалне и монетарне мере да би циљано ублажила ефекте економске рецесије, депресије и експлозија. Многи га сматрају оснивачем модерне макроекономије. Његове идеје су основа школе мишљења познате као Кејнсова економија и њених разних огранака.
Током 1930-их, Кејнс је предводио револуцију економског размишљања, оспоравајући идеје неокласичне економије која је тврдила да би слободна тржишта, у кратким до средњорочним терминима, аутоматски пружила потпуну запосленост, докле год су радници флексибилни у погледу њихових платних захтева. Он је уместо тога заступао став да агрегатна потражња одређује свеукупни ниво економске активности и да неадекватна агрегатна потражња може да доведе до дугачких периода високе незапослености. Следствено Кејнсовој економији, државна интервенција је неопходна да би се регулисали циклуси „брзог раста и распада“ економске активности. Кејнс се залагао за примену фискалне и монетарне политике којом би се ублажили негативни ефекти економских рецесија и депресија. Након избијања Другог светског рата, Кејнсове идеје у погледу економске политике су нашле примену у водећим Западним економијама. Године 1942, Кејнсу је додељена титула наследног племића, те је постао барон Кејнс од Тилтона у округу Сасекс. Кејнс је умро 1946. године. Током 1950-их и 1960-их, успех Кејнсове економије је довео до тога да су скоро све капиталистичке владе прихватиле његове ставове.
Кејнсов утицај је опао током 1970-их, делом као последица проблема са инфлацијом која је почела да се испољава у англоамеричким економијама од почетка декаде, а делом због критика Милтона Фридмана и других економиста који су били песимистични у погледу способности влада да регулишу економске циклусе путем фискалне политике. Међутим, наступ глобалне финансијске кризе из 2007–08. је узроковао поновни успон Кејнсовог гледишта. Кејнсова економија пружа теоретску основу за економску политику коју је Председник Барак Обама предузео у САД у одговору на кризу, као и премијер Гордон Браун у Уједињеном Краљевству, и други државници у њиховим земљама.
Године 1999, Тајм магазин је уврстио Кејнса у списак 100 најважнијих и најутицајнијих људи 20. века, коментаришући да је то била: „његова радикална идеја да владе треба да потроше новац који немају да би спасле капитализам.“ Њега је журнал The Economist описао као „најпознатијег британског економисту 20. века.“ Осим што је био економиста, Кејнс је такође био у државној служби, као директор Енглеске банке, припадник Блумсбуршке групе интелектуалаца, патрон и сакупљач уметности, директор Британског еугенског друштва, саветник неколико добротворних друштава, успешни приватни инвеститор, писац, филозоф и фармер.

## Биографија

### Образовање
Џон Мејнард Кејнс је био син Џона Невила Кејнса, професора економије на универзитету Кембриџ, успешног аутора и социјалног реформатора. Кејнс је прво образовање добио на Итону, где је показао таленат за скоро сваку област његових широких интереса. Уписао је Краљевски колеџ при Кембриџу да би студирао математику, али су га његова интересовања према политици одвела на поље економије коју је студирао на Кембриџу.

### Каријера
Да би нашао неки извор прихода, Кејнс је одложио писање дисертације на Кембриџу и, уместо тога, похађао курс грађанског истраживања, на којем је био други. Интересантан је податак да је у области економије добио најмању оцену. Касније је тим поводом рекао: „Истраживачи највероватније знају мање од мене“. Најпожељније место у британском трезору било је намењено првопласираном, тако да је Кејнс прихватио посао у владиној канцеларији за административна питања државе Индије. Упоредо је радио и на дисертацији, која на његову жалост није била прихваћена, што је значило да су шансе да остане на Кембриџу минималне. Уместо тога, прихватио је посао предавача на економском одсеку који је основао Алфред Маршал. Тада је и почео да стиче репутацију као економиста. Ускоро је био ангажован у краљевској комисији за валуту и финансије Индије где је могао да искаже свој таленат примењујући економску теорију на практичне проблеме. Пошто је то и успео, његове услуге су тражене и после Првог светског рата. После рата је био задужен за креирање услова кредита између Британије и њених континенталних савезника за време рата. Постигао је знатне успехе који су, на крају, довели до места финансијског представника трезора на Париској мировној конференцији 1919.
Кејнсова се каријера уздигла местом саветника финансија Уједињеног Краљевства од 1915. до 1919. за време Првог светског рата, и као њиховог представника на Париској мировној конференцији 1919. Та посета је довела до публикације Економске последице мира (The Economic Consequences of the Peace), исте године праћена Ревизијом уговора (A Revision of the Treaty). Ова дела су предвиђала да ће поправке које је Немачка требало да плати победницима рата бити толико велике да ће уништити Немачку економију. Ова предвиђања су се и остварила 1923. када се немачка економија урушила у хиперинфлацији, са само малим делом поправки икада плаћеним.
Кејнс је више пута у својим делима упозоравао на то да је Србија пропорционално највише страдала у Првом светском рату. С обзиром на то да је Србија сиромашна пољопривредна земља, основ њене економије је људска радна снага. С обзиром на огромне људске жртве, Србија је пропорционално највише изгубила у рату, а после ње Француска. Систем репарација заснован на уништеним материјалним средствима који су савезничке снаге увеле не може, по Кејнсу, адекватно да надокнади српске губитке.
До 1942. године, Кејнс је већ био угледни економиста када је добио титулу барон Кејнс од Тилтона. За време Другог светског рата, Кејнс је расправљао у Како платити рат (How to pay for the war) да би рат требало финансирати већим порезима (пре него трошењем дефицита), да би се избегла инфлација. Када је победа савезника већ изгледала сигурно, Кејнс је био у преговорима који су установили Бретонвудски систем (Bretton Woods system), као представник британске делегације и председавајући комисије Светске банке.

#### Инвеститор
Кејнсов бриљантни рекорд као инвеститора демонстриран је преко јавно доступних података фонда који је он водио за Краљевски колеџ при Кембриџу.
Између 1928. и 1945, Кејнсов фонд је доживео просечни раст од 13,2% у поређењу са укупним тржиштем Уједињеног Краљевства које је опадало 0,5% на годишњем нивоу.
Приступ који је генерално Кејнс усвојио са његовим инвестицијама може се свести на:
- 1. Пажљиву селекцију неколико инвестиција узимајући у обзир њихову јевтиноћу у поређењу са актуелним и потенцијалним реалним вредностима у периоду година, као и алтернативним инвестицијама у времену;
- 2. Чврсто држање ових релативно великих јединица, могуће и на неколико година, док не испуне своја очекивања, или док не буде очигледно да су била грешка; и
- 3. Балансирана позиција у инвестирању, тј. различит избор ризика индивидуалних деоница које су велике, и ако је могуће, супротстављених ризика (нпр. држање деоница злата међу осталим једнакостима, јер је врло могуће кретање у супротном правцу због флуктуација).

## Дела
Најважније Кејнсово дело је Општа теорија запослености, камате и новца (The General Theory of Employment, Interest and Money), 1936. У њему је тврдио и покушао да докаже да слободан тржишни систем не тежи равнотежи, укључујући и пуну запосленост, већ баш неравнотежама израженим кризама и привредним циклусима. Овом књигом Кејнс је извршио револуцију у економској науци, будући да је довео у питање централну пропозицију (до)тадашње макроекономске теорије. Из Кејнсове теорије врло брзо је изведена потреба широке државне интервенције, а фискалне политике пре свега.
Кејнсијанизам је владао макроекономским мишљењем око пола века, да би његову доминацију угрозила тзв. нова класична економија 1980-их година. Данашњи неокејнсијанизам врло мало подсећа на свог утемељивача.
- 1909. Скорашњи економски догађаји у Индији ("The Recent Economic Events in India"), EJ
- 1911.
- 1911. Утицај родитељског алкохолизма
- 1911.
- 1912. Џевонсова теорија политичке економије
- 1912.
- 1913.
- 1913. [30]
- 1914.
- 1914.
- 1914.
- 1914. Град Лондон и Народна Банка Енглеске
- 1915.
- 1915.
- 1919. Економске последице мира
- 1920.
- 1921.
- 1922.
- 1922.
- 1923.
- 1923.
- 1923.
- 1923.
- 1923.
- 1923.
- 1923. Монетарна политика и незапосленост
- 1924.
- 1924.
- 1924.
- 1924.
- 1924.
- 1925.
- 1925.
- 1925.
- 1925.
- 1925.
- 1926.
- 1926.
- 1926.
- 1926.
- 1926. Троцки о Енглеској
- 1927.
- 1927.
- 1927.
- 1928.
- 1928
- 1928.
- 1928.
- 1928.
- 1928.
- 1928.
- 1928.
- 1928.
- 1929.
- 1929.
- 1929. Винстон Черчил
- 1930. Расправа о новцу (A Treatise on Money), у два тома
- 1930.
- 1930.
- 1930.
- 1930.
- 1931.
- 1931.
- 1931. "The Problem of Unemployment", The Listener}-
- 1931.
- 1931.
- 1931.
- 1931.
- 1931.
- 1931.
- 1932.
- 1932.
- 1932.
- 1932. "Member Bank Reserves in the United States", EJ}-
- 1932.
- 1932.
- 1932.
- 1933.
- 1933.
- 1933.
- 1933.
- 1933.
- 1933.
- 1933.
- 1933.
- 1935.
- 1935.
- 1936.
- 1936.
- 1936.
- 1936.
- 1936. Општа теорија запослености, камате и новца (General Theory of Employment, Interest and Money)
- 1937.
- 1937.
- 1937.
- 1937.
- 1937.
- 1937.
- 1938.
- 1938.
- 1938.
- 1938.
- 1938.
- 1938. Адам Смит као ученик и учитељ
- 1938.
- 1938.
- 1939.
- 1939.
- 1939.
- 1939.
- 1940.
- 1940.
- 1943.
- 1944.
- 1946.
- 1947.

## Критика
Рад Расправа о новцу (Treatise on Money) у 2 тома је сматран Кејнсовим најбољим делом од његовог честог интелектуалног противника, Милтона Фридмана. Фридман и остали монетаристи су расправљали да кејнезијански економисти (Keynesian Economists) не обраћају довољно пажње на стагфлацију и остале проблеме инфлације.
Фридрих Хајек је тако жестоко искритиковао Расправу о новцу да је Кејнс одлучио да постави Пјера Срафу да искритикује (ништа мање жестоко) Хајеково конкурентско дело. Кејнс-Хајек конфликт је била права мала битка на линији Лондонска економска школа - Кембриџ.